# Калліст I (патріарх Константинопольський)
Калліст I (грец. Πατριάρχης Κάλλιστος Α΄; ? — 1363) — патріарх Константинопольський (1350—1354, 1355—1363). Шанується в Православній церкві в лику святителів, пам'ять 20 червня (за юліанським календарем).

## Життєпис
Відомості про ранні роки життя мізерні. Був учнем Григорія Палами і Григорія Синаїта, протягом 28 років був ченцем у Монастирі Філофей на Афоні в Магульському скиті. . Він також заснував монастир Святого Мамаса на о.Тенедос.
У червні 1350 року був зведений на Константинопольську кафедру, обіймаючи її за імператорів Івана Кантакузині (1341—1355) та Івана Палеолога (1341—1376). У 1351 році скликав у Константинополі синод, який остаточно встановив ісихазм в православ'ї. Просував ідеї паламізму, які були відкинуті Теодоритом, митрополитом Київським.
У 1353 році відмовився коронувати Матвія Кантакузина, сина імператора Іоанна VI, імператором разом із батьком. В результаті втратив патріаршество. Перебрався до монастиря святого Маманта на Тенодосі. 1354 року після зречення імператора Іоанна VI від влади повернутий до патріаршества.
1355 року патріарх Калліст нагадував архієпископу Тирновському про право Константинопольського патріарха судити справи інших патріархатів.
Він реорганізував парафіяльну систему церков під наглядом патріаршого екзарха. Також прагнув посилити контроль над православними церквами, що призвело до відлучення Стефана Уроша IV за встановлення сербського архієпископа як патріарха.
Упокоївся святий Патріарх Калліст близько 1363 року в Сербії, куди був направлений з посольством Іоанна Палеолога. Святитель Калліст відомий як автор духовних творів.

## Твори
Російською мовою видано:
1. Главы о молитве. Правило о изволяющих безмолвно и иночески пожити, 100 глав. Добротолюбие. Изд. 2-е. Кн. 1, ч. II, М., 1882. То же. Пер. Епископа Феофана [Говорова]. Изд. Афонского Русского Пантелеимонова м-ря. М., 1889. (О молитве, 14 глав — см. также: «Христианское чтение», 1832. XLVII, с. 204 слл.).
2. Аскетические творения святых отцев, Каллиста Катафиогита о Божественном единении и созерцательной жизни. Иоанна Карпафийского слово подвижическое. Пер с греческого Н. А. Леонтьев. Шестой выпуск патрологического отдела журнала «Православный собеседник» за 1898 год. Казань, 1898, 109 с.
3. Жизнь святого Григория Синаита. — Пер. И. И. Соколова, М., 1904. То же. Изд. П. А. Сырку. Слав. пер. СПб., 1909. Памятники древней письменности и искусства. Т. CCXXII.